# Týnec (nový zámek)
Zámek Týnec je barokní zámek, který se nachází uprostřed obce Týnec, ležící jihozápadně od Klatov směrem na Železnou Rudu. Patří mezi první příklady vrcholně barokních sídel v Čechách.

## Dějiny
Jde o budovu z počátku 18. století postavenou podle plánů barokního architekta Giovanniho Battisty Alliprandiho rodem Kolovratů. Výstavbu zámku zahájil krátce po roce 1700 Maxmilián Norbert z Kolovrat (probíhala v letech 1704 a 1710) a do dnešní podoby byl přibližně roku 1760 upraven jeho synem Janem Josefem Krakovským z Kolovrat. Zámek byl původně obklopen francouzským parkem, který byl v 19. století přetvořen na anglický park.

Západní průčelí v letech 1930–1950

V roce 1927 Jindřich Kolovrat-Krakovský prodal zámek Jaroslavu Polívkovi, který jej přestavěl na luxusní hotel, jenž však brzy zkrachoval. V roce jej 1935 koupila Městská spořitelna ve Velvarech a v roce 1937 jej získal Spolek pro péči o sirotky v Praze, který zde provozoval sirotčinec. Od roku 1951 měla zámek v držení pražská evangelická církev metodistická, která zde provozovala útulek pro tělesně postižené děti. Později byl zámek ve státním vlastnictví a sloužil armádě. Po roce 1989 byl zámek restituován a následné prodán firmě, která ho zastavila bance. V roce 2000 zámek koupil sběratel umění Jan Pelánek, který zahájil jeho postupnou rekonstrukci.
Od roku 1964 je chráněn jako kulturní památka. V květnu 2014 byl zámek přidán na seznam národních kulturních památek.